# Шишкинське сільське поселення (Читинський район)
Ши́шкинське сільське поселення (рос. Шишкинское сельское поселение) — сільське поселення у складі Читинського району Забайкальського краю Росії.
Адміністративний центр — село Шишкино.

## Населення
Населення сільського поселення становить 2588 осіб (2019; 2678 у 2010, 2585 у 2002).

## Склад
До складу сільського поселення входять:
| Населений пункт | Населення, осіб (2002) | Населення, осіб (2010) |
| --------------- | ---------------------- | ---------------------- |
| Авдей, село     | 222                    | 179                    |
| Бургень, село   | 702                    | 692                    |
| Підволок, село  | 193                    | 219                    |
| Шишкино, село   | 1468                   | 1588                   |